# 언털 요제프

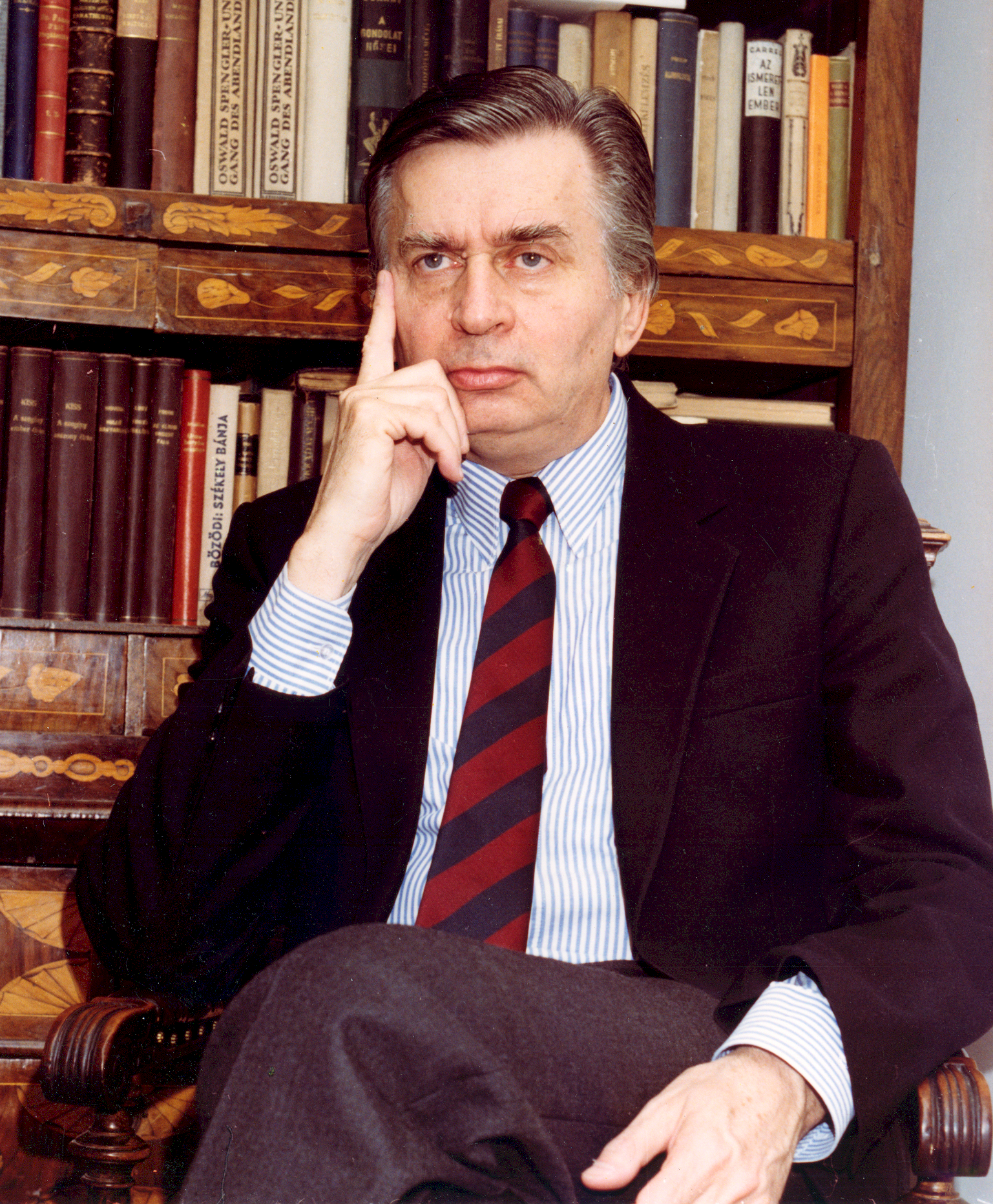
언털 요제프

이피어브 언털 요제프(헝가리어: ifjabb Antall József →소(小)  언털 요제프, 1932년 4월 8일 부다페스트 ~ 1993년 12월 12일 부다페스트)는 헝가리의 교사, 사서, 역사가, 정치인이다. 민주토론회(MDF) 소속으로, 사회주의 체제의 붕괴 이후에 헝가리의 첫 우파 총리로 선출되었으나 재직 중이던 1993년 비호지킨 림프종으로 급서했다.